# Les Corps tranquilles
Les Corps tranquilles est un roman de Jacques Laurent publié en 1948. Il conte les aventures entrecroisées de personnages que rien d'autre ne réunit que le hasard (ils ont été embauchés par petites annonces). Passé quasi-inaperçu lors de sa première publication, cet énorme roman expérimental a été tardivement reconnu, à partir des années 1970, comme une œuvre majeure de la littérature française[Information douteuse].

## Genèse de l'ouvrage
En 1941, Jacques Laurent, 22 ans, est mobilisé dans l'armée de l'armistice pour garder un point de contrôle isolé de la  Ligne de démarcation, sur une route déserte près de Moulins. Afin de combattre l'ennui que lui inspire cette affectation et les nostalgies de Paris qui le tenaillent, il se lance dans la rédaction d'un texte évoquant des images de la capitale (un trajet en métro, les jeunes filles qu'on y rencontre, la gare Saint-Lazare...). À partir de ce mince argument, il va développer un récit foisonnant qui part dans toutes les directions en enchaînant au pas de charge toutes sortes de situations romanesques concevables.
Au lendemain de la guerre, le livre reste inachevé, tandis que l'auteur multiplie sous pseudonymes les travaux « alimentaires ». L'un d'eux, Caroline chérie (1947) signé Cecil Saint-Laurent, obtient un énorme succès et met son auteur à l'abri du besoin. Jacques Laurent en profite pour terminer Les Corps tranquilles qui sera publié fin 1948 aux Éditions Jean Froissart.

## Résumé
Un nouvellement fondé « Institut international de vigilance, de recherche et de lutte contre le suicide » recrute des collaborateurs et enquêteurs par annonces dans la presse. Se trouvent ainsi réunis une quinzaine d'individus, hommes et femmes, tous différents en âge, extraction, mentalité, chacun avec son tempérament, ses opinions politiques et ses manies. Le personnage central est le jeune Anne Coquet, jouisseur nonchalant et ironique qui veille à n'être jamais dupe de ce qu'il fait, et dans lequel Jacques Laurent a sûrement beaucoup projeté de lui-même.
Un chaos loufoque préside à la mise en place de cet Institut sans utilité (son commanditaire, un énigmatique milliardaire, finira par se suicider, Dieu lui-même met fin à ses jours). Les personnages se rencontrent, s'aiment ou se heurtent en entraînant des réactions en chaîne, se lient à d'autres personnages, les intrigues collatérales se multiplient (ce grouillement hétéroclite, ou « unanimiste », peut faire penser à John Dos Passos, envers qui l'auteur a reconnu une certaine dette). Pendant ce temps, Anne Coquet, censé mener en province des enquêtes, est bien plus porté sur la conquête des jeunes filles, encore que certains indices (comme son prénom androgyne) le laissent supposer bisexuel. Ses déplacements sont l'occasion de visiter toutes sortes de milieux sociaux et de paysages de France.
Cette trame polyphonique, entremêlée de satire sociale, comédie de mœurs, éléments de roman policier, séquences libertines, monologues intérieurs, pastiches humoristiques, énumérations burlesques, digressions philosophiques etc. fournit une matière romanesque capable de s'auto-engendrer à l'infini.
Il est spécifié dans le roman que l'action se déroule en 1937-1938, mais de nombreux lecteurs tendent instinctivement à la situer dans l'après-guerre. 1939-1945, ses prodromes et ses séquelles, sont absents du récit, qui flotte dans une intemporalité où la guerre n'aura pas lieu ou n'a pas eu lieu.

## Le titre
Bien que les rapports amoureux et sexuels tiennent une certaine place dans le roman, et contrairement à ce que suggèrent les illustrations de couverture des éditions en Livre de poche, les « corps tranquilles » dont il est question ne sont pas ceux des personnages en tant qu'acteurs sexués, mais désignent les substances faiblement réactives qui se trouvent dans les matériels de « chimie amusante » qu'on offre aux enfants, à quoi l'auteur compare ses personnages dont les interactions ne provoquent guère de drame majeur.

## Réception
À sa parution, le livre a suscité l'admiration entre autres de François Mauriac, Paul Morand et Henry de Montherlant mais a été boudé par les critiques, déroutés par ce roman-fleuve qui ne ressemblait à rien de connu, sans doute rebutés aussi par les quelque mille pages de l'édition originale. De plus, l'éditeur aurait fait l'erreur de vouloir projeter la notoriété de Caroline chérie sur Jacques Laurent, l'excluant ainsi du champ de la littérature de qualité.
L'audience du roman s'est longtemps limitée au cercle interne du public des Hussards. Le Prix Goncourt décerné en 1971 aux Bêtises a fait sortir de l'ombre le précédent grand roman de Jacques Laurent, celui qu'il a toujours considéré comme son préféré, et duquel selon lui procède le reste de son œuvre. Depuis lors disponible en Livre de poche, Les Corps tranquilles est devenu un classique[Information douteuse].